# Otto Nevanlinna
Otto Wilhelm Nevanlinna (till 1906 Neovius), född 15 juni 1867 i Fredrikshamn, död 15 september 1927 i Helsingfors, var en finländsk matematiker. Han var far till Frithiof Nevanlinna och bror till Lars Nevanlinna.
Nevanlinna disputerade för filosofie licentiat-graden 1891. Han var 1892–1903 lektor i matematiska ämnen vid Joensuun lyseo och 1903–1910 vid Svenska reallyceum i Helsingfors; från 1912 överlärare vid det finska normallyceet i Helsingfors. Han utgav nya upplagor av brodern Lars läroböcker. 